# Стрельцовская степь
Стрельцовская степь (укр. Стрільцівський степ) — отделение Луганского природного заповедника, которое расположено около села Криничное Старобельского района Луганской области Украины. Площадь заповедной территории составляет 1036,5 га.
Уникальной особенностью Стрельцовской степи является наличие в ней популяции представителя реликтовой степной мезофауны — Байбака (сурка степного), который в прошлом заселял все равнины Европы. В настоящее время это единственная в мире заповедная территория, где сохраняется популяция этого редкостного вида.

## История
Заказник местного значения Стрельцовская степь был основан в 1931 году и стал первым объектом природно-заповедного фонда Луганской области. По некоторым данным, инициаторами создания заказника выступили директора Старобельских конных заводов, которых поддержал профессор Виктор Аверин.
В марте 1947 года заказник получил статус республиканского, а позже был преобразован в заповедник.
В 1961 году заповедник Стрельцовская степь вошёл в состав Украинского государственного степного заповедника Академии наук УССР.
12 ноября 1968 года, Постановлением Совета Министров УССР № 568 заповедник Стрельцовская степь (на тот момент площадью 494,0 га) вместе со Станично-Луганским отделением площадью 494,0 га был передан во вновь образованный Луганский природный заповедник АН УССР.
В 2004 году, в соответствии с указом Президента Украины № 466/2004 «О расширении территории Луганского природного заповедника» (укр. Про розширення території Луганського природного заповідника) территория Стрельцовская степи была существенно расширена (на 514,45 га), за счёт Великоцкого сельского совета, Стрелецкого конного завода и села Криничное.

## Описание
Заповедник Стрельцовская степь представляет типовые и редкие для степных ландшафтов природные комплексы целинных степей южной части Среднерусской возвышенности, Донецкого кряжа и долины Северского Донца.
Стрельцовская степь является заповедной территорией с наивысшей степенью сохранения северной причерноморской флоры и фауны. Категория МСОП — Ia (Строгий природный резерват).
На территории заповедника произрастает 1136 видов сосудистых растений, 36 из которых внесены в Красную книгу Украины, а 16 видов — внесены в Европейскую Красную книгу, в Бернскую конвенцию входят 5 видов.
В Стрельцовской степи выявлено 180 видов водорослей, 25 видов лишайников и около 450 видов микобиоты.
Животный мир Стрельцовской степи включает более 3000 видов, среди который в Красную книгу Украины внесено 92 вида, в Европейскую Красную книгу — 11 видов, в списки Бернской конвенции — 2 вида флоры и 136 видов фауны.

## Организация
Постоянный персонал отделения Стрельцовская степь состоит из 40 человек, 10 из которых — учёные и 12 — работники охраны.